# Непал на Летњим олимпијским играма 1976.
Непалу је ово било треће учешће на Летњим олимпијским играма. На Олимпијским играма 1976. у Монтреалу, делегацију Непала је представљао 1 такмичар који је такмичио у маратону
Непал је остао у групи екипа које нису освојиле медаље на Летњим олимпијским играма.

## Резултати

### Атлетика

#### Мушкарци
| Атлетичар           | Дисциплина | Група    | Група | Полуфинале | Полуфинале | Финале   | Финале     | Детаљи |
| Атлетичар           | Дисциплина | Резултат | Место | Резултат   | Место      | Резултат | Место      | Детаљи |
| ------------------- | ---------- | -------- | ----- | ---------- | ---------- | -------- | ---------- | ------ |
| Baikuntha Manandhar | Маратон    |          |       |            |            | 2:30:07  | 50/60 (67) |        |